# Досена
Досѐна (на италиански и на ломбардски: Dossena) е село и община в Северна Италия, провинция Бергамо, регион Ломбардия. Разположено е на 986 m надморска височина. Населението на общината е 921 души (към 2017 г.).